# کوکی ماچیدا
کوکی ماچیدا (به انگلیسی: Koki Machida) بازیکن فوتبال اهل ژاپناست. که در باشگاه فوتبال یونیون سن ژیلواز در پست مدافع بازی می‌کند.